# 감자바리
감자바리는 오스트레일리아(호주)의 연안에 서식하는 대형 바리과의 일종이다.